# 勝本町

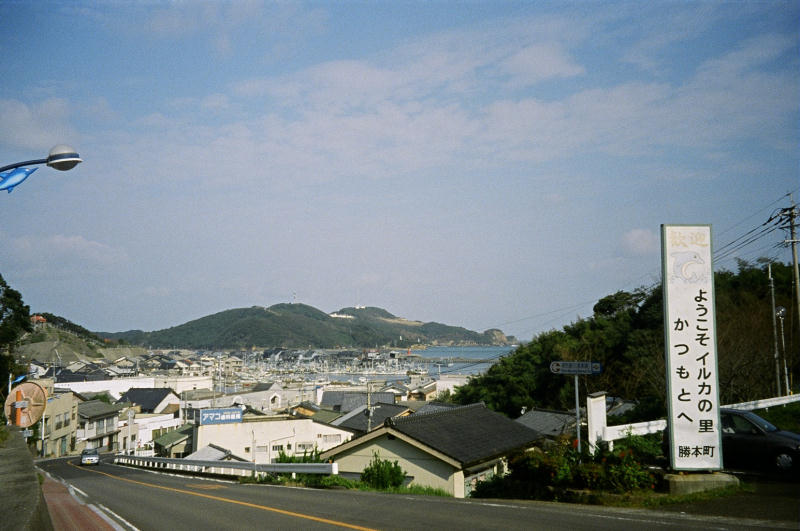
壱岐市勝本市街遠景

勝本町（かつもとちょう）は長崎県壱岐郡にあった町。1935年の町制施行前は香椎村（かしいむら）と称した。1955年に鯨伏村と合併し新町制の勝本町発足後、2004年3月1日に郷ノ浦町、芦辺町、石田町と合併し市制施行、壱岐市となり自治体としては消滅した。

## 地理
壱岐島の北西部に位置する。
- 山：神岳、神通の辻、城山、火箭の辻、岳の山、本宮山
- 島嶼：辰ノ島、若宮島、名烏島、手長島、黒ヶ島、雪の島
- 河川：谷江川、御手洗川、松田川、ノミ長川、打田川、平川、當山川、初尾川、高松川、刈田院川、二ノ坂川、坂様川
- 港湾：勝本港、タンス浦、湯ノ本湾、片苗湾

## 歴史
旧来の勝本町域の一帯について、古代から中世の時代は「香椎郷」と称したとされる。1889年に可須村と新城村が合併し地方公共団体として発足した際に採用された「香椎」の村名は、上記の郷名より名付けられた。
- 1889年（明治22年）4月1日 - 町村制施行により、壱岐郡のうち後の町域にあたる以下の2村が発足。
  - 香椎村（可須村・新城村が合併）
  - 鯨伏村（立石村・本宮村が合併）
- 1935年（昭和10年）4月1日 - 香椎村が町制施行、同時に改称し勝本町となる[1]。
- 1955年（昭和30年）2月11日 - 勝本町と鯨伏村が合併し、改めて勝本町が発足。
- 2004年（平成16年）3月1日 - 壱岐郡郷ノ浦町、芦辺町、石田町と合併し市制施行。壱岐市が発足し、勝本町は自治体として消滅。

## 地域

### 地名
触・浦を行政区域とする。旧勝本町・旧鯨伏村時代は触・浦の名称に大字を冠していたが、1955年の合併時に大字を廃止した。その際に一部の触・浦が改称している。
旧勝本町（香椎村）
1955年2月10日まで「可須（かす）」「新城（しんじょう）」の2大字が存在した。
大字可須
- 大久保触
- 勝本浦
- 西戸触（さいど）
- 坂本触
- 仲触
- 東触

大字新城
- 片山触
- 北触
- 東触 → 新城東触
- 西触 → 新城西触

旧鯨伏村
鯨伏村時代は「立石（たていし）」「本宮（ほんぐう）」の2大字が存在した。大字の区域及び改称前の触・浦の詳細は鯨伏村#地名を参照。
- 上場触（うわば）
- 立石仲触
- 立石西触
- 立石東触
- 立石南触
- 布気触（ふけ）
- 本宮仲触
- 本宮西触
- 本宮東触
- 本宮南触
- 湯本浦（ゆのもと）
- 百合畑触

## 教育
中学校
- 勝本町立勝本中学校
- 勝本町立鯨伏中学校

小学校
- 勝本町立勝本小学校
- 勝本町立鯨伏小学校
- 勝本町立霞翠小学校

## 姉妹都市・提携都市
- 諏訪市（長野県）

1994年5月24日に河合曾良生誕の地と終焉の地としての縁で友好都市提携を結び、合併後の2005年10月15日に、再び姉妹都市提携をした。

## 名所・旧跡・観光スポット・祭事・催事

### 名所・旧跡・観光スポット

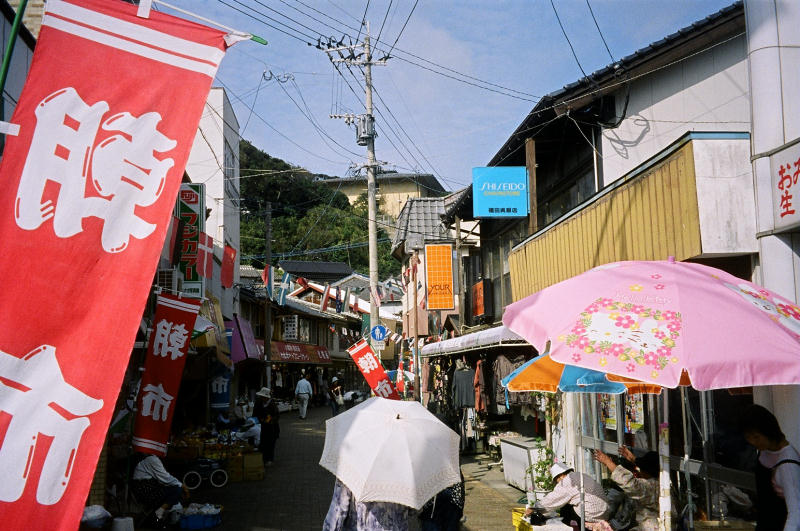
壱岐市勝本朝市

- 文永の役新城古戦場[3]
- カラカミ遺跡
- 壱岐古墳群
  - 対馬塚古墳
  - 双六古墳
  - 掛木古墳
  - 笹塚古墳
- 聖母宮
- 新城神社
- 八坂神社
- 壱岐風土記の丘
- 城山公園（勝本城跡）
- 河合曾良の墓
- 蛇ケ谷（辰の島）
- 勝本朝市
- 湯ノ本温泉

### 祭事・催事
- 壱岐神楽